# 天堂与地狱的婚姻

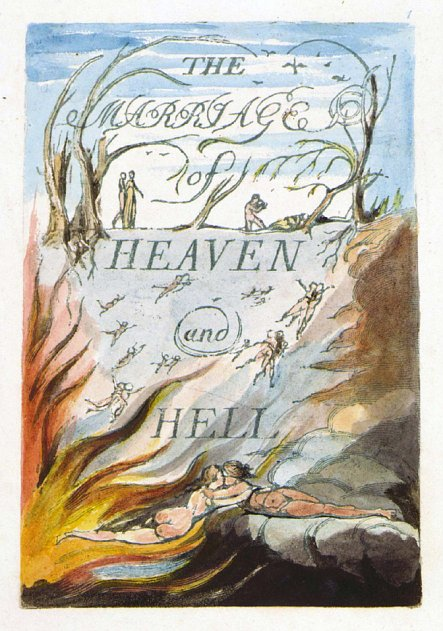
本书的标题页，副本D，属于国会图书馆

《天堂与地狱的婚姻》（The Marriage of Heaven and Hell）是英国诗人和版画家威廉·布莱克的一本书。这是一系列模仿圣经预言写成的文本，表达了布莱克强烈的个人浪漫主义。和他的其他书籍一样，这本书包括散文、诗歌和蚀刻版画的插图，再由布莱克和他的妻子凯瑟琳为插图上色。
这部作品创作于1790年至1793年，当时正值法国大革命期间的激进骚乱和政治冲突时期。标题讽刺地引用了33年前出版的伊曼紐·史威登堡的神学著作《天堂与地狱》。在作品中的几个地方，布莱克直接引用和批评了斯威登堡。虽然布莱克受到了他宏大而神秘的宇宙观的影响，但斯威登堡的传统道德观和摩尼教的善恶观，布莱克表达一种故意去极化和统一的宇宙观，认为物质世界和物质欲望是神圣秩序的一部分；因此是天堂和地狱的结合。这本书是用散文写成，除了开头的《辩论》和《自由之歌》。这本书描述了诗人对地狱的访问，这种手法也为布莱克从但丁的《神曲》和弥尔顿的《失乐园》所采用。
威廉·布莱克称弥尔顿是一位真正的诗人，他的史诗《失乐园》是“魔鬼的派对”，但他并不知道。他还称弥尔顿的撒旦真的是他的弥赛亚。